# Bratrstvo neohrožených
Bratrstvo neohrožených (v anglickém originále Band of Brothers) je desetidílný televizní seriál o americké 101. výsadkové divizi z období II. světové války vydaný televizní společností HBO v produkci Stevena Spielberga a Toma Hankse. Děj se točí převážně okolo Easy Company v čele s jejich velitelem Richardem Wintersem. Seriál byl natočen na motivy stejnojmenné knihy od spisovatele Stephena Ambrose. Seriál byl nominován na Cenu Emmy a podařilo se mu 6 těchto cen vyhrát včetně ceny „Outstanding Mini-Series“.
14. března 2010 měl premiéru obdobně pojatý desetidílný televizní seriál Pacifik, který se zaměřuje na nasazení námořní pěchoty USA ve válce v Pacifiku a sleduje příběh Roberta Leckieho (1920–2001), Johna Basilona (1916–1945) a Eugena B. Sledge (1923–2001).

## Hlavní obsazení
Pokud to bylo možné, herci hlavních postav se podobají skutečně žijícím protějškům.
- Damian Lewis jako major Richard Winters (1918–2011), narozený v Lancasteru v Pensylvánii
- Ron Livingston jako kapitán Lewis Nixon (1918–1995) narozený v New Yorku v New Yorku
- Matthew Settle jako kapitán Ronald Speirs (1920–2007), narozený v Edinburghu ve Skotsku, Spojené království
- David Schwimmer jako kapitán Herbert Sobel (1912–1987), narozený v Chicagu v Illinois
- Rick Warden jako nadporučík Harry Welsh (1918–1995), narozený v Luzerne County v Pensylvánii
- Neal McDonough jako nadporučík Lynn „Buck“ Compton (1921–2012), narozený v Los Angeles v Kalifornii
- Jason O'Mara jako nadporučík Thomas Meehan (1921–1944)
- Joseph May jako nadporučík Edward Shames (1922–2021)[1]
- Donnie Wahlberg jako poručík C. Carwood Lipton (1920–2001), narozený v Huntingtonu
- David Nicolle jako poručík Thomas Peacock (1920–1948)
- Jamie Bamber jako poručík Jack E. Foley (1922–2009)
- Colin Hanks jako poručík Henry „Hank“ Jones (1924–1947)
- Dale Dye jako plukovník Robert F. Sink (1905–1965)
- Phil McKee jako podplukovník Robert Strayer (1910–2002)
- Ross McCall jako desátník Joseph Liebgott (1915–1992)
- James Madio jako četař Frank Perconte (1917–2013)
- Shane Taylor jako četař Eugene Roe (1922–1998)
- Tim Matthews jako svobodník Alex Penkala (1924–1945)
- Eion Bailey jako svobodník David Kenyon Webster (1922–1961)
- Michael Cudlitz jako četař Denver „Bull“ Randleman (1920–2003)
- Scott Grimes jako rotmistr Donald Malarkey (1921–2017)
- Michael Fassbender jako četař Burton „Pat“ Christenson (1922–1999)
- Peter Youngblood Hills jako rotný Darrel „Shifty“ Powers (1923–2009)
- Rick Gomez jako rotmistr George Luz (1921–1998)
- Marc Warren jako vojín Albert Blithe (1923–1967)
- Rocky Marshall jako desátník Earl „One Lung“ McClung (1923–2013)
- Frank John Hughes jako rotný William „Will Bill“ Guarnere (1923–2014)
- Robin Laing jako svobodník Edward „Babe“ Heffron (1923–2013)
- Philip Barantini jako četař Wayne „Skinny“ Sisk (1922–1999)
- Douglas Spain jako vojín Antonio C. Garcia (1924–2005)
- Peter McCabe jako desátník Donald Hoobler (1922–1945)
- Mark Lawrence jako desátník William Dukeman (1921–1944)
- George Calili jako četař James „Moe“ Alley (1922–2008)
- Richard Speight, Jr. jako četař Warren H. „Skip“ Muck (1922–1945)
- Simon Pegg jako nadrotmistr William S. Evans (1910–1944)
- Mark Huberman jako vojín Lester „Leo“ A. Hashey (1925–2002)
- Tom Hardy jako vojín John Janovec (–1945)
- James McAvoy jako vojín James W. Miller (-–1944)
- Nolan Hemmings jako rotný Charles „Chuck“ Grant (1914–1984)
- Dexter Flecther jako četař John „Johnny“ Martin (1922–2005)
- Matthew Leitch jako rotný Floyd „Tab“ Talbert (1923–1982)
- Ben Caplan jako desátník Walter „Smokey“ Gordon (1920–1997)
- Stephen Graham jako četař Myron „Mike“ Ranney (1922–1988)
- Craig Heaney jako vojín Roy Cobb (1914–1990)
- Ezra Godden jako svobodník Robert Van Klinken (–1944)

## Seznam dílů
| Č. v seriálu | Původní název      | Český název     | Režie               | Scénář                         | Premiéra v USA    | Premiéra v ČR     |
| --- | ------------------ | --------------- | ------------------- | ------------------------------ | ----------------- | ----------------- |
| 1 | Currahee           | Currahee        | Phil Alden Robinson | Erik Jendresen a Tom Hanks     | 9. září 2001      | 1. prosince 2001  |
| Rota E (Easy) 101. výsadkové divize podstupuje výcvik v USA a připravuje se na invazi do Normandie během Dne D. Ve výcvikovém kempu je velitelem kapitán Herbert Sobel, který rotu poměrně terorizuje svými příkazy. Poté je sice oceněn za vycvičení roty E, ale zcela propadne v orientaci v mapě a ve vojenské taktice. Vojáci jsou po výcviku odvezeni do Velké Británie, kde podstoupí další výcvik zahrnující opět taktiku a její použití v boji, orientaci, střelbu a jiné dovednosti. Herbert Sobel opět propadne a zcela jej předčí jiný velitel, Richard Winters. Ten je ale obviněn z nesplnění příkazu Sobelem. Část vojáků s tím nesouhlasí a podá protest proti Sobelovi. Ovšem nedopadne to dobře, generálporučíkem Robertem F. Sinkem je to posouzeno jako vzpoura a některé vojáky degraduje. Dopad to má i na Sobela. Je totiž poté převelen na vojenskou školu v Chiltonfordu a nahrazen je poručíkem Meehanem. Děj se poté přesune do Velké Británie, pár dní před invazí. Vojáci zde už jen sbírají informace o výsadku. |                    |                 |                     |                                |                   |                   |
| 2 | Day of Days        | Den všech dnů   | Richard Loncraine   | John Orloff                    | 9. září 2001      | 1. prosince 2001  |
| Děj pokračuje výsadkem 101. výsadkové divize a 82. výsadkové divize nad Normandií v ranních hodinách 6. června 1944. Vojáci jsou kvůli těžké protiletecké palbě roztroušeni po celé Normandii. Po dopadu se shromažďují a společně vyráží k cílové oblasti. Po cestě naráží na nepřátelské hlídky. Po shromáždění se zjistí, že velitel roty Easy výsadek nepřežil. Novým velitelem se stane poručík Richard Winters. |                    |                 |                     |                                |                   |                   |
| 3 | Carentan           | Carentan        | Mikael Salomon      | E. Max Frye                    | 16. září 2001     | 8. prosince 2001  |
| 4 | Replacements       | Nováčkové       | David Nutter        | Graham Yost a Bruce C. McKenna | 23. září 2001     | 15. prosince 2001 |
| 5 | Crossroads         | Křižovatky      | Tom Hanks           | Erik Jendresen                 | 30. září 2001     | 22. prosince 2001 |
| 6 | Bastogne           | Bastogne        | David Leland        | Bruce C. McKenna               | 7. října 2001     | 29. prosince 2001 |
| 7 | The Breaking Point | Bod zlomu       | David Frankel       | Graham Yost                    | 14. října 2001    | 5. ledna 2002     |
| 8 | The Last Patrol    | Poslední hlídka | Tony To             | Erik Bork a Bruce C. McKenna   | 21. října 2001    | 12. ledna 2002    |
| 9 | Why We Fight       | Proč bojujeme   | David Frankel       | John Orloff                    | 28. října 2001    | 19. ledna 2002    |
| 10 | Points             | Body            | Mikael Salomon      | Erik Jendresen a Erik Bork     | 4. listopadu 2001 | 26. ledna 2002    |

## Vydání DVD
Všech 10 dílů bylo vydáno v minisérii na DVD 5. prosince 2002.